# 서서울 요금소
서서울 요금소(西서울料金所, W.Seoul TG)는 경기도 안산시 상록구 장하로 141-2 (장하동 151)에 위치한 서해안고속도로 본선 상의 요금소이다. 요금소 명칭과는 달리 서울특별시가 아닌 경기도 안산시에 위치해 있는데, 서울특별시의 서쪽으로 들어가는 관문 역할을 하여 서서울이라는 이름이 붙었고, 안산 분기점을 통해 연계되는 영동고속도로의 출구 영업소 역할도 맡고 있다.
1996년에 서울안산고속도로에 요금소를 설치하기로 결정하면서 착공에 들어갔으며, 1997년 1월 6일부터 통행료 징수에 들어갔다. 2001년 5월 3일부터 폐쇄식 요금소로 전환되었다.

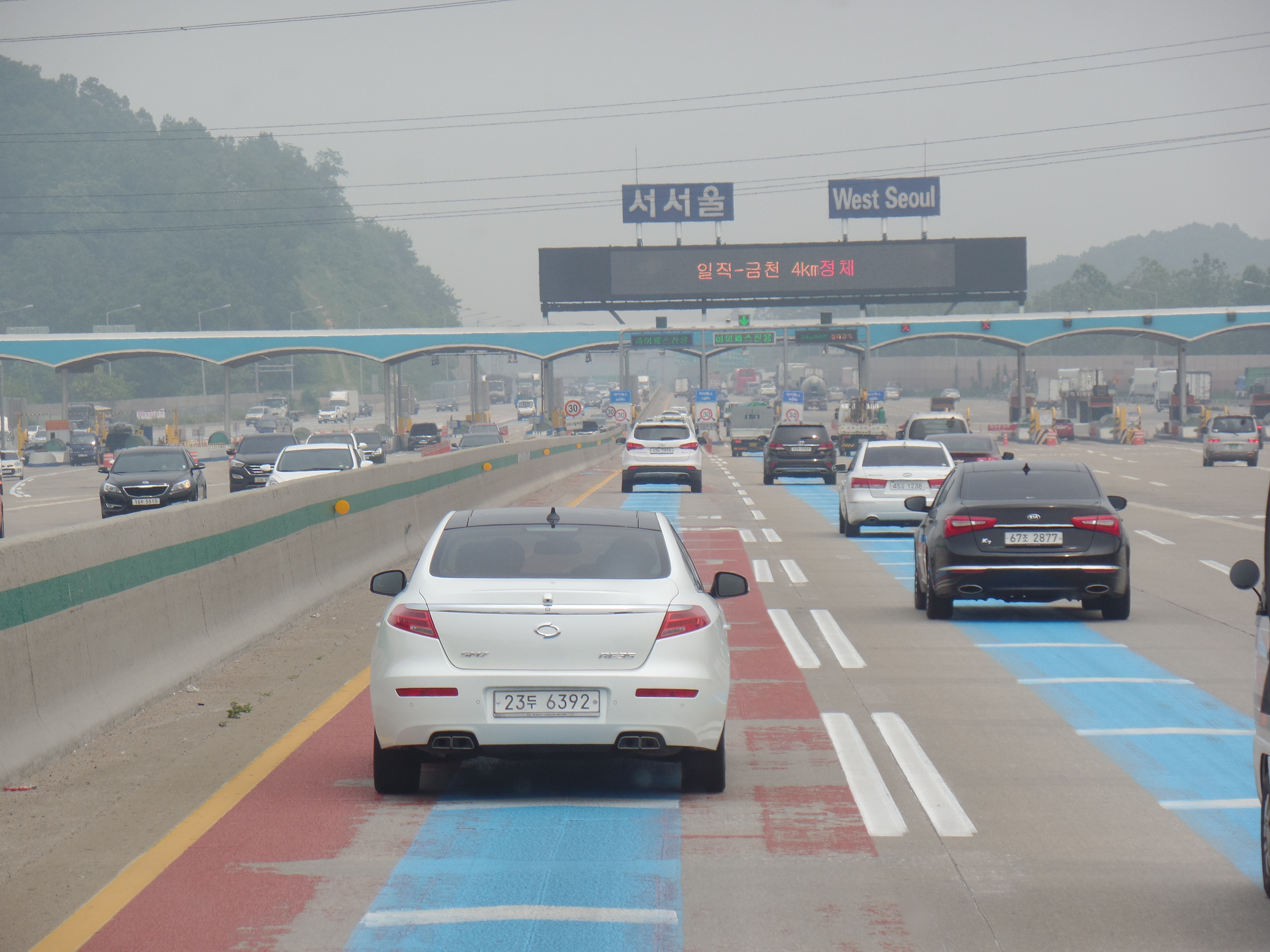
서울방면 (2016년 5월)

## 연혁
- 1996년 1월 12일 : 요금소 건설을 위해 경기도 안산시 장하동 942m 구간 도로구역 변경[2]
- 1997년 1월 6일 : 요금소 신설과 함께 통행료 징수 개시[3]
- 2001년 5월 3일 : 개방식 요금소에서 폐쇄식 요금소로 전환[4]

## 교통량 정보
| 요금소          | 통행량 (대/일) | 통행량 (대/일)  | 통행량 (대/일)  | 통행량 (대/일)  | 통행량 (대/일)  | 통행량 (대/일)  | 통행량 (대/일)  | 통행량 (대/일)  | 통행량 (대/일)  | 통행량 (대/일)  | 각주  |
| 요금소          | 2001년         | 2002년          | 2003년          | 2004년          | 2005년          | 2006년          | 2007년          | 2008년          | 2009년          | 2010년          | 각주  |
| --------------- | -------------- | --------------- | --------------- | --------------- | --------------- | --------------- | --------------- | --------------- | --------------- | --------------- | ----- |
| 서서울 (폐쇄식) | 57,394         | 68,193          | 72,188          | 74,564          | 77,789          | 79,441          | 83,949          | 87,206          | 91,812          | 91,180          | [ 5 ] |
| 서서울 (개방식) | 41,593         | 폐쇄식으로 변경 | 폐쇄식으로 변경 | 폐쇄식으로 변경 | 폐쇄식으로 변경 | 폐쇄식으로 변경 | 폐쇄식으로 변경 | 폐쇄식으로 변경 | 폐쇄식으로 변경 | 폐쇄식으로 변경 | [ 5 ] |
| 요금소          | 2011년         | 2012년          | 2013년          | 2014년          | 2015년          | 2016년          | 2017년          | 2018년          | 2019년          |                 | [ 5 ] |
| 서서울 (폐쇄식) | 90,714         | 90,918          | 91,101          | 95,609          | 98,948          | 97,564          | 93,567          | 93,179          | 94,537          |                 | [ 5 ] |

## 서울 방향(상행선)
- 하이패스 전용 진출차로 : 1,2,3,4,11,12,13차로

## 목포 방향(하행선)
- 하이패스 전용 진입차로 : 1,2,3,9,10,11,12,13,14차로
- 일반 진입차로 : 4,5,6,7,8,12,15,16차로

## 특징
- 요금소 이름은 서서울 이지만, 실제 소재지 주소는 경기도 안산시에 있다. 서울이라는 이름을 갖고 있는 요금소들은 모두 서울에 없다. 그나마 경부고속도로 서울 요금소는 현재의 서울만남의광장휴게소 부지인 양재 나들목 인근에 있었다가 교통 혼잡으로 성남시에 이전한 것이지만 중부고속도로 동서울 요금소와 이 요금소는 애초부터 서울에 없었다.
- 진입 후 안산 분기점을 통해 인천, 수원, 강릉 방면으로 갈 경우 다차로 하이패스 대신 우측 차로나 화물차 하이패스 차로를 이용하면 편리하다.
- 이 요금소 통과 후 수도권제1순환고속도로 시흥 요금소를 통과하면 1~3종 차량은 200원이 할인된다. 위 제도는 반대 방향 이용시에도 적용되며, 하이패스 이용 시 자동으로 정산되나 현금 이용 시에는 영수증을 제시해야 한다.